# Satz von Isserlis
Der Satz von Isserlis, auch Wicks Lemma oder Wicks Formel genannt, ist eine kombinatorische Formel um
multivariate Produktmomente eines Gaußschen Vektors zu berechnen. In der Quantenfeldtheorie existiert ein Spezialfall des Theorems unter dem Namen Wicks Theorem.
Das Theorem ist nach Leon Isserlis und Gian-Carlo Wick benannt. Die im Artikel behandelte leichte Verallgemeinerung des Resultates stammt von C. S. Withers, jedoch sind beide Sätze unter dem Namen Satz von Isserlis verbreitet.

## Sätze
Wir nennen eine Partition eine Paar-Partition, wenn sie nur aus Paaren besteht: {\displaystyle \{\dots ,\{\alpha _{i},\alpha _{j}\},\dots \}}. Mit {\displaystyle {\mathfrak {P}}_{2}(A)} bezeichnen wir den Raum aller Paar-Partitionen einer diskreten Menge {\displaystyle A}. Mit {\displaystyle A/\sigma } notieren wir die Menge der Indizes {\displaystyle i}, so dass die Paare in {\displaystyle \sigma \in {\mathfrak {P}}_{2}(A)} der Form {\displaystyle \{(\alpha _{i},\alpha _{\sigma (i)}):i\in A/\sigma \}} sind.
Der verallgemeinerte Satz von Isserlis lässt im Gegensatz zur klassischen Variante auch mehrmaliges Vorkommen desselben Indexes zu.

### Verallgemeinerter Satz von Isserlis
Sei {\displaystyle A=\{\alpha _{1},\dots ,\alpha _{2n}\}} mit {\displaystyle 1\leq \alpha _{i}\leq d\ \forall i} und {\displaystyle (X_{1},\dots ,X_{d})} ein zentrierter Gaußscher Vektor, dann gilt
{\displaystyle \mathbb {E} \left[\prod \limits _{\alpha _{i}\in A}X_{\alpha _{i}}\right]=\sum \limits _{\sigma \in {\mathfrak {P}}_{2}(A)}\prod \limits _{i\in A/\sigma }\operatorname {Cov} \left[X_{\alpha _{i}}X_{\alpha _{\sigma (i)}}\right]}
und für {\displaystyle A_{2}=\{\alpha _{1},\dots ,\alpha _{2n+1}\}} gilt stets
{\displaystyle \mathbb {E} \left[\prod \limits _{\alpha _{i}\in A_{2}}X_{\alpha _{i}}\right]=0}.

### Satz von Isserlis
Für {\displaystyle A:=\{1,2,\dots ,2n\}} und den zentrierten Gaußschen Vektor {\displaystyle (X_{1},X_{2},\dots ,X_{2n})} erhält man den klassischen Satz von Isserlis
{\displaystyle \mathbb {E} \left[\prod \limits _{i=1}^{2n}X_{i}\right]=\sum \limits _{\sigma \in {\mathfrak {P}}_{2}(A)}\prod \limits _{(i,j)\in \sigma }\operatorname {Cov} \left[X_{i}X_{j}\right]}.

## Beispiel
Sei {\displaystyle A=\{1,1,4,5\}} und {\displaystyle (X_{1},\dots ,X_{5})\sim {\mathcal {N}}_{5}(0,\Sigma )}, dann gibt es drei mögliche Paar-Partitionen und es gilt
{\displaystyle \mathbb {E} \left[\prod \limits _{\alpha _{i}\in A}X_{\alpha _{i}}\right]=\operatorname {Cov} [X_{1}X_{1}]\,\operatorname {Cov} [X_{4}X_{5}]+\operatorname {Cov} [X_{1}X_{5}]\,\operatorname {Cov} [X_{1}X_{4}]+\operatorname {Cov} [X_{1}X_{4}]\,\operatorname {Cov} [X_{1}X_{5}].}
Für {\displaystyle A=\{1,2,3\}} gilt aufgrund der Symmetrie der Normalverteilung um ihren Erwartungswert
{\displaystyle \mathbb {E} \left[X_{1}X_{2}X_{3}\right]=\mathbb {E} \left[(-X_{1})(-X_{2})(-X_{3})\right]=-\mathbb {E} \left[X_{1}X_{2}X_{3}\right]=0}